# Municipio de Bradford (condado de McKean)
El municipio de Bradford  (en inglés: Bradford Township) es un municipio ubicado en el condado de McKean en el estado estadounidense de Pensilvania. En el año 2000 tenía una población de 4.816 habitantes y una densidad poblacional de 33.5 personas por km².

## Geografía
El municipio de Bradford se encuentra ubicado en las coordenadas 41°54′00″N 78°36′59″O / 41.90000, -78.61639.

## Demografía
Según la Oficina del Censo en 2000 los ingresos medios por hogar en la localidad eran de $44,302 y los ingresos medios por familia eran $51,424. Los hombres tenían unos ingresos medios de $36,114 frente a los $24,386 para las mujeres. La renta per cápita para la localidad era de $20,397. Alrededor del 6,4% de la población estaban por debajo del umbral de pobreza.